# Creative Control (album)
Creative Control è un album live realizzato dalla band 100 Monkeys in collaborazione con il "The Artist Consortium".
L'album, pubblicato il 1º agosto 2009, è composto da 7 brani registrati durante una sessione live. L'album è disponibile al download su iTunes.

## Artisti Partecipanti
- 100 Monkeys
- Scott “The Scientists” Cosllett
- Yaya Castaneda
- Jeff “Sandman” Agia

## Tracce
1. Sister Susan – 3:25
2. Dirty Jam on Toast – 2:21
3. No More – 2:45
4. Gus – 3:22
5. Happy Hour – 7:36
6. Sleeping Giants – 3:50
7. Fighting in the Name of the Lord, With Conviction – 8:48